# Benoit Mournet
Pour les articles homonymes, voir Mournet.
Benoit Mournet, né le 16 janvier 1986 à Bagnères-de-Bigorre, est un haut fonctionnaire et homme politique français.
Membre de La République en marche, il est élu député de la 2e circonscription des Hautes-Pyrénées en 2022.

## Biographie

### Jeunesse et études
Benoit Mournet grandit à Bagnères de Bigorre où il suit ses études primaires et secondaires avant de rejoindre Toulouse puis Paris au lycée Janson-de-Sailly en classes préparatoires B/L. Il la quitte au bout d'un an pour étudier à Sciences Po, d’abord sur le campus franco-allemand de Nancy puis à Berlin à l’université Humboldt, et enfin en master affaires publiques. En parallèle, il suit des études à la faculté de droit de Nancy puis à Paris. Après une année de master en droit public à l'université Paris I Panthéon-Sorbonne, il est admis à l'École des hautes études en santé publique, dont il est diplômé en 2012.  

### Parcours professionnel
Il dirige, à la sortie de l'EHESP, plusieurs établissements de santé parisiens . Il est ensuite nommé au ministère de l’Économie et des Finances. Il devient inspecteur des finances.
En novembre 2020, il est nommé sous-préfet à la relance dans la région PACA.
Il est aussi propriétaire d'une société civile immobilière (SCI).